# Foudia omissa
Foudia omissa е вид птица от семейство Ploceidae.

## Разпространение
Видът е разпространен в Мадагаскар.